# 毛林
41°37′S 73°36′W / 41.617°S 73.600°W

毛林（西班牙語：Maullín）是智利湖大區延基韦省的城鎮，始建於十七世紀，面積860.8平方公里，海拔高度17米，2002年人口15,107人，人口密度每平方公里18人。